# Пуласки (станция, CTA Blue Line)
Пуласки (англ. Pulaski station) — железнодорожная станция чикагского метрополитена, обслуживающая линию Форест-Парка, CTA Blue Line. Принадлежит Чикагскому транспортному управлению и находится в районе Уэст-Гарфилд-Парк.

## Описание

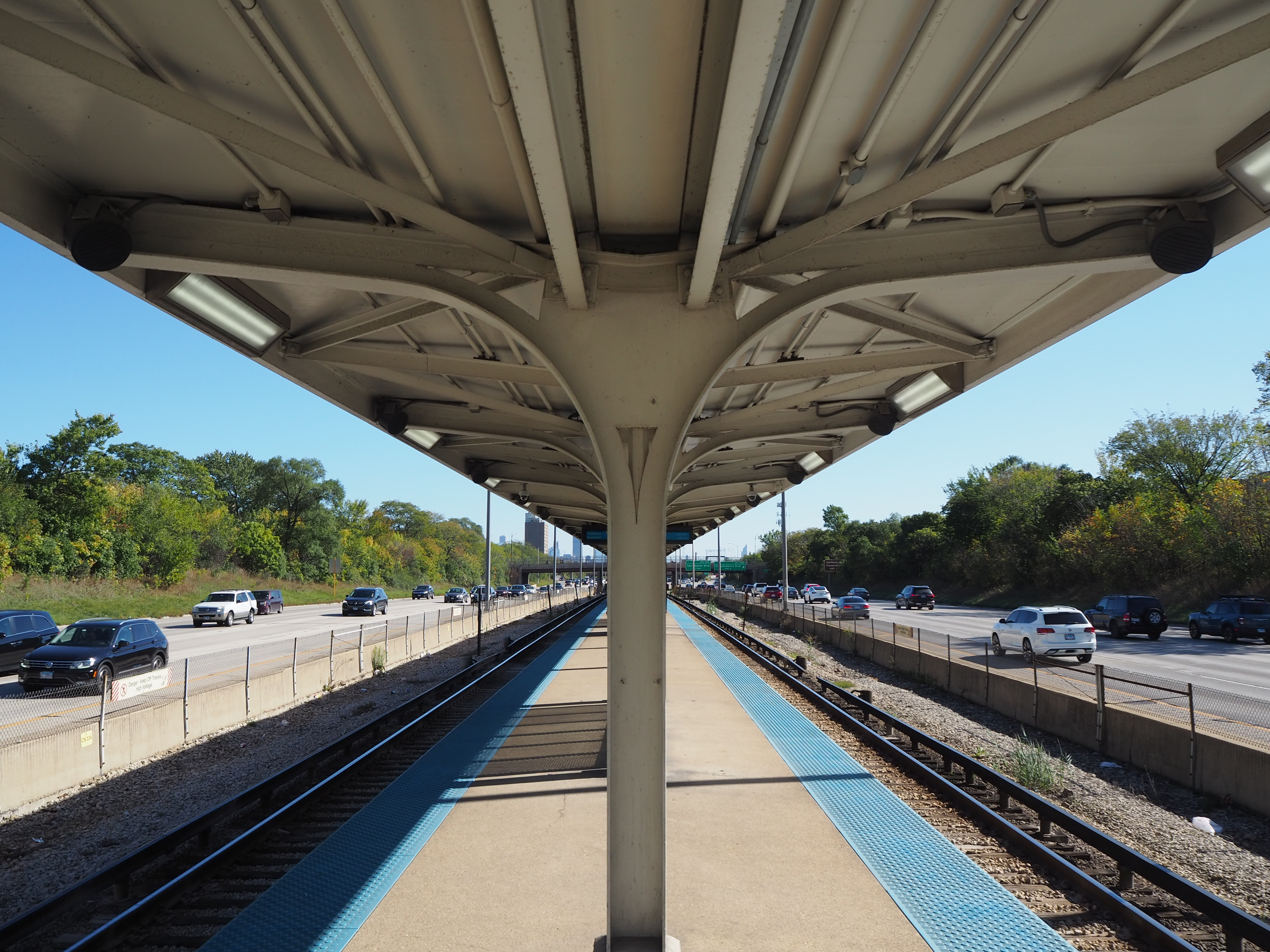
Платформа станции Пуласки, вид на восток — Центральный Чикаго

Станция расположена в середине скоростной автомагистрали Эйзенхауэра и обслуживает район Уэст-Гарфилд-Парк. Её конструкция идентична другим станциям автомагистрали, состоит из центральной платформы и двух входов на Пуласки-роуд и Киле-авеню (англ. Keeler Avenue).
Длинный пандус представляет собой длинную крытую галерею и соединяет платформу с небольшим зданием станции на эстакаде Пуласки-роуд, выполняющим роль пропускного пункта с автоматами для выдачи проездных билетов и карточек, который обслуживает один работник.
Первоначально был аналогичный въезд с эстакады Киле-авеню; въезд из Киле-авеню был закрыт для сокращения расходов 15 января 1973 года, но сохранён как выезд, который был полностью закрыт 28 декабря 1978 года. Устройство этого выезда всё ещё существует в полуразрушенном виде и поэтому закрыт для пешеходов.
Платформа станции снабжена мониторами с расписанием поездов и их направлением. На станции расположены небольшие открытые кабинки для защиты от ветра, в вечернее время включаются инфракрасные лампы, расположенные сверху кабинок и предназначенные для их освещения и обогрева. У каждой кабинки большая ёмкость для мусора.
| - Вход в крытую галерею - Крытая галерея - Здание станции - Кабинка для укрытия от ветра и обогрева |

Станция Пуласки открыта 24 часа в сутки, 7 дней в неделю; в 2008 году через неё прошло 462 797 пассажиров.
В 2020 году пассажирский поток составлял 355,829 человек, что примерно 37,7 % (CTA), занимая 69 место из 143.
Автобусное сообщение:
- 7 Харрисон (только по будням)
- 53 Пуласки (дневное и ночное обслуживание[англ.])